# Región de Cape Fear
La región de Cape Fear o Área Estadística Metropolitana de Wilmington, NC MSA, como la denomina la Oficina del Censo de los Estados Unidos, es un Área Estadística Metropolitana centrada en la ciudad de Wilmington, estado de Carolina del Norte, en Estados Unidos. Su población según el censo de 2010 es de 362.315 de habitantes, convirtiéndola en la 141.º área metropolitana más poblada de los Estados Unidos.
El nombre de la región proviene tanto del río como el cabo homónimos, ubicados en la misma. Otros nombres comúnmente usados para denominarla son Bajo Cape Fear, área metropolitana de Willmington y Costa Azalea. El Concejo de Gobierno de Cape Fear, comprende además el condado de Columbus.

## Composición
Los 3 condados que componen el área metropolitana, junto con su población según los resultados del censo 2010:
- Brunswick – 107.431 habitantes
- New Hanover – 202.667 habitantes
- Pender – 52.217 habitantes

## Comunidades del área metropolitana
Ciudad principal o núcleo
- Wilmington

Otras ciudades
- Southport
- Boiling Spring Lakes

Pueblos
| - Atkinson - Belville - Bolivia - Burgaw - Calabash - Carolina Beach - Carolina Shores - Caswell Beach - Holden Beach - Kure Beach - Leland - Navassa - Oak Island | - Ocean Isle Beach - Sandy Creek - Shallotte - St. Helena - St. James - Sunset Beach - Surf City - Topsail Beach - Varnamtown - Wallace - Watha - Wrightsville Beach |

Pueblos antiguos
- Brunswick Town
- Long Beach
- Yaupon Beach

Villas
- Bald Head Island

Lugares designados por el censo
| - Bayshore - Castle Hayne - Hightsville - Kings Grant - Kirkland - Masonboro - Murraysville | - Myrtle Grove - Ogden - Sea Breeze - Seagate - Silver Lake - Skippers Corner - Wrightsboro |

Comunidades no incorporadas
| - Ash - Charity - Currie - Hampstead - Montague - Murphey | - Piney Grove - Register - Sloop Point - Supply - Winnabow - Yamacraw |